# 長田氏
長田氏（おさだし）は、日本の氏族。著名なのは平安時代に三河国で勢力を伸ばした一族で、武家。本姓は桓武平氏の一流である良兼流あるいは良正流を汲む氏族。

## 概要
良兼の孫致頼の代に長田を称して、尾張国に勢力を張り、尾張平氏とも呼ばれた。平治の乱において敗れた主君の源義朝を暗殺し、平清盛に寝返った長田忠致がいた。
歳月は流れて、義朝の子頼朝が関東で勢力を拡大すると、亡父の仇を討つべく討伐の将を派遣した。しかし、忠致は頼朝に恭順の意向を示したが、頼朝は許さずに忠致は子の景致とともに粛清され、長田氏嫡流はここで途絶えた。兄の長田親致の一族の末裔は、後に徳川家康に仕え、著名な幕臣を輩出した永井氏となった。